# Viroqua ultima
Viroqua ultima är en spindelart som först beskrevs av Koch L. 1881.  Viroqua ultima ingår i släktet Viroqua och familjen hoppspindlar. Inga underarter finns listade i Catalogue of Life.